# Comté de Kittitas
Le comté de Kittitas (anglais: Kittitas County) est un comté de l'État américain de Washington. Son siège est Ellensburg. Selon le recensement de 2000, sa population est de 33 362 habitants.

## Géolocalisation
| Comté de King   | Comté de Chelan   | Comté de Douglas |
| Comté de Pierce | Comté de Kittilas | Comté de Grant   |
|                 | Comté de Yakima   |                  |